# Shinichiro Tomonaga
Shinichirō Tomonaga (Japans: 朝永振一郎, Tomonaga Shinichirō) (Tokio, 31 maart 1906 – aldaar, 8 juli 1979) was een Japans natuurkundige die in 1965 samen met Richard Feynman en Julian Schwinger de Nobelprijs voor Natuurkunde kreeg voor zijn werk op het gebied van kwantumelektrodynamica.

## Biografie
Tomonaga werd geboren in Tokio als oudste zoon van Sanjūrō Tomonaga (1871-1951) en Hide Tomonaga. In 1913 verhuisde het gezin naar Kioto waar zijn vader werd benoemd tot hoogleraar filosofie aan de Keizerlijke universiteit van Kioto. Vanaf dat moment groeide hij op in deze Japanse havenstad waar hij ook zijn opleiding genoot. In 1926 trad hij toe tot de keizerlijke universiteit, waar hij de klasgenoot was van de latere Nobelprijswinnaar Hideki Yukawa, met wie hij een langdurige vriendschap onderhield.
Na zijn afstuderen in 1932 werd hij onderzoeksmedewerker onder professor Yoshio Nishina aan RIKEN, het instituut voor natuurkundig en scheikundig onderzoek te Tokio. Hier begon hij te werken aan de theorie van de kwantumelektrodynamica.
Vanaf 1937 tot 1939 verbleef hij in Leipzig waar hij kernfysica en kwantumveldtheorie studeerde in samenwerking met de theoretische onderzoeksgroep rond professor Werner Heisenberg. Hier schreef hij de verhandeling Innere Reibung und Wärmeleitfähigkeit der Kernmaterie (interne wrijving en thermisch geleidbaarheid van kernmaterialen), die hij gebruikte voor zijn promotie tot Rigukuhakshi (D.Sc.) in december 1939 aan de universiteit van Tokio. In 1964 kreeg hij van de Academie van Wetenschappen van de USSR de Gouden Lomonosov-medaille uitgereikt.
Na zijn promotie was hij hoogleraar natuurkunde aan de Universiteit van Tsukuba (1941-1949) en aan de Universiteit van Tokio (1949-1969). In 1969 ging hij met emeritaat.

## Werk
Tomonaga was de eerste fysicus die een theorie ontwikkelde die de relativeitstheorie verenigde met de kwantumelektrodynamica. Tot dan bestond er geen kwantumtheorie die toepasbaar was op subatomaire deeltjes met zeer hoge energieën. Tomonaga's eerste stap was zijn analyse van de tussenliggende koppeling – het idee dat interacties tussen twee deeltjes plaatsvindt met de uitwisseling van een derde (virtueel deeltje). Tussen 1941 en 1943 gebruikte hij dit concept om een kwantumveldtheorie te ontwikkelen die verenigbaar was met de speciale relativiteit.
Door de oorlog duurde het tot 1947 voordat nieuws van zijn werk doordrong in het Westen, rond dezelfde tijd dat Schwinger en Feynman met een gelijkluidende oplossing voor hetzelfde probleem waren gekomen. Alle drie deelden de Nobelprijs voor hun werk in 1965.
In Almere Nobelhorst is een Shinichiro Tomonagastraat